# AGSM Verona Calcio Femminile 2016-2017
Questa voce raccoglie le informazioni riguardanti l'Associazione Sportiva Dilettantistica AGSM Verona Calcio Femminile nelle competizioni ufficiali della stagione 2016-2017.

## Stagione
L'AGSM Verona ha preso il via della stagione 2016-2017 disputando la finale di Supercoppa italiana, in qualità di finalista della Coppa Italia 2015-2016. Da seconda classificata nel campionato 2015-2016, ha preso parte alla Champions League, partendo dai sedicesimi di finale.
Come accaduto nella passata edizione, l'AGSM Verona è stata sconfitta dal Brescia nella finale per l'assegnazione della Supercoppa italiana, disputatasi a Bassano del Grappa e risolta dalla doppietta realizzata da Daniela Sabatino. Ha disputato il campionato di Serie A, massima serie del campionato italiano femminile di calcio, concludendo al terzo posto con 45 punti conquistati in 22 giornate, frutto di 14 vittorie, 3 pareggi e 5 sconfitte. Nella Coppa Italia è sceso in campo sin dal primo turno: dopo aver sconfitto il Vicenza, il Pro San Bonifacio e il Valpolicella, è stato eliminato nei quarti di finale dal Tavagnacco dopo i tiri di rigore. In UEFA Women's Champions League è stato subito eliminato nei sedicesimi di finale dalla squadra kazaka del BIIK Kazygurt.

## Divise e sponsor
La divisa casalinga ritorna ad uno schema già utilizzato in passato, abbinando i colori veronesi, giallo e blu, nella maglia mantenendo il giallo a tinta unita nella schiena e a strisce gialloblu sul petto, con pantaloncini gialli (o blu) e calzettoni gialli. Lo sponsor principale è AGSM Verona mentre lo sponsor tecnico fornitore delle maglie è Nike.
|  | 1ª divisa |  | 2ª divisa |  |

## Organigramma societario
Area tecnica
- Allenatore: Renato Longega
- Allenatore in seconda: Stefano Ghirardello
- Preparatore atletico: Lorenzo Pettene
- Preparatore dei portieri: Giovanni Avesani

Area sanitaria
- Responsabile sanitario: Giampaolo Cantamessa
- Medico sociale: Mirko Filippetti
- Massofisioterapista: Marco Longafeld
- Massofisioterapista: Michele Zanella
- Fisioterapista: Alberto Milli

## Rosa
Rosa, numerazione e ruoli, tratti dal sito ufficiale della società, sono aggiornati al 10 settembre 2016.
| N. |                        | Ruolo | Calciatrice         |
| -- | ---------------------- | ----- | ------------------- |
| 1  | Germania (bandiera)    | P     | Anke Preuß          |
| 3  | Paesi Bassi (bandiera) | D     | Kim Dolstra         |
| 4  | Italia (bandiera)      | C     | Aurora Galli        |
| 5  | Spagna (bandiera)      | D     | Marta Carro         |
| 6  | Italia (bandiera)      | D     | Federica Di Criscio |
| 8  | Italia (bandiera)      | A     | Melania Gabbiadini  |
| 9  | Grecia (bandiera)      | A     | Sofia Kongoulī      |
| 10 | Italia (bandiera)      | C     | Manuela Giugliano   |
| 12 | Italia (bandiera)      | P     | Camilla Forcinella  |
| 13 | Italia (bandiera)      | D     | Lisa Boattin        |
| 14 | Italia (bandiera)      | C     | Angelica Soffia     |
| 15 | Italia (bandiera)      | D     | Sofia Meneghini     |
| 16 | Grecia (bandiera)      | C     | Ioanna Maria Goula  |
| 17 | Italia (bandiera)      | A     | Veronica Pasini     |

| N. |                        | Ruolo | Calciatrice           |
| -- | ---------------------- | ----- | --------------------- |
| 18 | Italia (bandiera)      | A     | Martina Piemonte      |
| 19 | Italia (bandiera)      | C     | Elena Nichele         |
| 20 | Paesi Bassi (bandiera) | C     | Dominique Bruinenberg |
| 21 | Italia (bandiera)      | A     | Carolina Poli         |
| 22 | Italia (bandiera)      | D     | Michela Rodella       |
| 24 | Inghilterra (bandiera) | D     | Paige Williams        |
| 25 | Italia (bandiera)      | D     | Caterina Ambrosi      |
| 26 | Italia (bandiera)      | D     | Camilla Pavana        |
| 31 | Svizzera (bandiera)    | P     | Gaëlle Thalmann       |
| ?  | Italia (bandiera)      | P     | Linda Fenzi           |
| ?  | Italia (bandiera)      | D     | Serena Mero           |
| ?  | Italia (bandiera)      | C     | Sara Osetta           |
| ?  | Italia (bandiera)      | A     | Serena Salvaro        |

## Calciomercato

### Sessione estiva
| Acquisti | Acquisti              | Acquisti           | Acquisti   |
| R.       | Nome                  | da                 | Modalità   |
| -------- | --------------------- | ------------------ | ---------- |
| P        | Anke Preuß            | 1. FFC Francoforte | definitivo |
| P        | Gaëlle Thalmann       | Fiorentina         | definitivo |
| D        | Lisa Boattin          | Brescia            | definitivo |
| D        | Marta Carro           | Atlético Madrid    | definitivo |
| D        | Kim Dolstra           | ADO Den Haag       | definitivo |
| D        | Michela Rodella       | Fiorentina         | definitivo |
| D        | Paige Williams        | Brescia            | definitivo |
| C        | Dominique Bruinenberg | ADO Den Haag       | definitivo |
| C        | Aurora Galli          | Mozzanica          | definitivo |
| C        | Manuela Giugliano     | Atlético Madrid    | definitivo |
| A        | Sofia Kongoulī        | San Zaccaria       | definitivo |
| A        | Martina Piemonte      | San Zaccaria       | definitivo |

| Cessioni | Cessioni           | Cessioni         | Cessioni   |
| R.       | Nome               | a                | Modalità   |
| -------- | ------------------ | ---------------- | ---------- |
| P        | Stéphanie Öhrström | Fiorentina       | definitivo |
| D        | Michela Ledri      | Mozzanica        | definitivo |
| D        | Cecilia Salvai     | Brescia          | definitivo |
| C        | Marta Carissimi    | Fiorentina       | definitivo |
| A        | Tatiana Bonetti    | Fiorentina       | definitivo |
| A        | Silvia Fuselli     | Brescia          | definitivo |
| A        | Camilla Kur Larsen | Fortuna Hjørring | definitivo |
| A        | Valeria Pirone     | Mozzanica        | definitivo |

### Sessione invernale
| Acquisti | Acquisti | Acquisti | Acquisti |
| R.       | Nome     | da       | Modalità |
| -------- | -------- | -------- | -------- |

| Cessioni | Cessioni              | Cessioni           | Cessioni   |
| R.       | Nome                  | a                  | Modalità   |
| -------- | --------------------- | ------------------ | ---------- |
| P        | Anke Preuß            | 1. FFC Francoforte | svincolata |
| D        | Marta Carro           | Madrid CFF         | svincolata |
| D        | Kim Dolstra           | Stjarnan           | svincolata |
| D        | Paige Williams        | Birmingham City    | svincolata |
| C        | Dominique Bruinenberg | Sunderland         | svincolata |

## Risultati

### Serie A

#### Girone di andata
| Arbitro: | Enrico Guerra (Gubbio) |

|                   |           |                                     |
| Monterubbiano 32’ | Marcatori | 5’ Piemonte 33’ Galli 73’ Giugliano |

| Arbitro: | Marco Paletta (Lodi) |

|                                                                    |           |                        |
| Piemonte 1’ Di Criscio 28’ Williams 36’ Pasini 76’ Bruinenberg 90’ | Marcatori | 50’ Sardu 81’ Clelland |

| Arbitro: | Augusto Quattrociocchi (Latina) |

|                            |           |              |
| Caccamo 28’, 48’ Mauro 60’ | Marcatori | 59’ Piemonte |

| Arbitro: | Matteo Dellasanta (Trieste) |

|                     |           |                 |
| Gabbiadini 58’, 69’ | Marcatori | 52’ Postiglione |

| Arbitro: | Tommaso Righi (Bologna) |

|                                                        |           |  |
| Rodella 8’ Gabbiadini 14’, 86’ Pasini 89’ Williams 90’ | Marcatori |  |

| Arbitro: | Samuele Andreano (Prato) |

|                     |           |                          |
| Giu. Di Camillo 87’ | Marcatori | 8’ Piemonte 72’ Williams |

| Arbitro: | Matteo Frosi (Treviglio) |

|                                          |           |                            |
| Gabbiadini 4’ Piemonte 28’ Giugliano 44’ | Marcatori | 31’ Baldini 47’ Colasuonno |

| Arbitro: | Mirko Cimmarusti (Novara) |

|                                   |           |                       |
| Giacinti 39’, 58’ Pirone 59’, 85’ | Marcatori | 7’ Piemonte 70’ Galli |

| Arbitro: | Matteo Mori (La Spezia) |

|                           |           |  |
| Giugliano 29’ Nichele 43’ | Marcatori |  |

| Arbitro: | Valerio Pezzopane (L'Aquila) |

|                               |           |                        |
| Caruso 3’ Martinovic 12’, 83’ | Marcatori | 8’ Ambrosi 78’ Nichele |

| Arbitro: | Stefano Peletti (Crema) |

|                                                |           |            |
| Piemonte 10’ Gabbiadini 55’ Giugliano 61’, 66’ | Marcatori | 79’ Sodini |

#### Girone di ritorno
| Arbitro: | Marco Paletta (Lodi) |

|                                                                                            |           |  |
| Gabbiadini 21’ (rig.), 58’ Boattin 24’, 65’, 86’ Giugliano 31’, 72’, 84’ Soffia 74’ (rig.) | Marcatori |  |

| Arbitro: | Davide Conti (Seregno) |

|                       |           |                            |
| Paroni 56’ Frizza 64’ | Marcatori | 26’ (rig.), 79’ Gabbiadini |

| Arbitro: | Luca De Angeli (Milano) |

|  |           |                                                         |
|  | Marcatori | 26’ (rig.), 75’ Linari 45’ Mauro 49’ Parisi 60’ Caccamo |

| Arbitro: | Ettore Longo (Cuneo) |

|               |           |                |
| Previtali 60’ | Marcatori | 66’ Gabbiadini |

| Arbitro: | Marco Paletta (Lodi) |

|                |           |             |
| Barbieri 90+2’ | Marcatori | 35’ Boattin |

| Arbitro: | Julio Milan Silvera (Valdarno) |

|                                             |           |                                  |
| Giugliano 30’, 50’ Piemonte 57’ Boattin 86’ | Marcatori | 9’ (aut.) Di Criscio 64’ Riboldi |

| Arbitro: | Filippo Ridolfi (Pesaro) |

|  |           |                                                                           |
|  | Marcatori | 4’ Giugliano 37’ Gabbiadini 41’ (rig.) Di Criscio 73’ Osetta 67’ Piemonte |

| Arbitro: | Nicolae Bogdan Sfira (Pordenone) |

|                                                                 |           |                 |
| Giugliano 18’, 58’ Piemonte 33’, 73’ Ambrosi 40’ Gabbiadini 50’ | Marcatori | 32’, 46’ Pirone |

| Arbitro: | Giacomo Casalini (Pontedera) |

|                          |           |                |
| Girelli 31’ Bonansea 58’ | Marcatori | 18’ Gabbiadini |

| Arbitro: | Stefano Peletti (Crema) |

|                    |           |                |
| Giugliano 43’, 59’ | Marcatori | 83’ Martinovic |

| Arbitro: | Gianluca Rizzello (Verona) |

|  |           |                             |
|  | Marcatori | 36’ Kongoulī 53’ Gabbiadini |

### Coppa Italia

#### Primo turno
Accoppiamento A9
| Arbitro: | Gianluca Toniolo (Schio) |

|                                                                                                 |           |  |
| Gabbiadini 28’ (rig.), 54’, 72’ Carro 44’, 64’ Williams 48’ Soffia 68’ Boattin 75’ Piemonte 88’ | Marcatori |  |

| Arbitro: | Luca Calvi (Bergamo) |

|  |           |                                                                                          |
|  | Marcatori | 15’ Williams 22’ Piemonte 30’ Carro 37’, 60’ Boattin 59’ Gabbiadini 61’, 75’ Bruinenberg |

#### Secondo turno
| Arbitro: | Luca Calvi (Bergamo) |

|  |           |                                              |
|  | Marcatori | 55’ Giugliano 72’, 90’ Gabbiadini 89’ Soffia |

#### Terzo turno
| Arbitro: | Alessio Caporale (Abbiategrasso) |

|                                |           |         |
| Gabbiadini 9’, 49’ Boattin 67’ | Marcatori | 6’ Boni |

#### Quarti di finale
| Arbitro: | Maria Teresa Travascio (Moliterno) |

|                                                                  |                      |                                                                 |
| Clelland 30’, 62’                                                | Marcatori            | 11’ Gabbiadini 57’ Giugliano                                    |
| Zuliani Tuttino Camporese Clelland Martinelli Filippozzi Brumana | Tiri di rigore 7 – 6 | Gabbiadini Boattin Giugliano Piemonte Di Criscio Galli Thalmann |

### Supercoppa italiana
| Arbitro: | Deborah Bianchi (Prato) |

|                     |           |  |
| Sabatino 62’, 90+1’ | Marcatori |  |

### UEFA Champions League

#### Sedicesimi di finale
| Arbitro: | Eszter Urban |

|                           |           |                |
| Adule 3’ Gabelia 12’, 80’ | Marcatori | 53’ Gabbiadini |

| Arbitro: | Zuzana Valentová |

|                       |           |             |
| Gabbiadini 58’ (rig.) | Marcatori | 40’ Gabelia |

## Statistiche

### Statistiche di squadra
| Competizione        | Punti | In casa | In casa | In casa | In casa | In casa | In casa | In trasferta | In trasferta | In trasferta | In trasferta | In trasferta | In trasferta | Totale | Totale | Totale | Totale | Totale | Totale | DR  |
| Competizione        | Punti | G       | V       | N       | P       | Gf      | Gs      | G            | V            | N            | P            | Gf           | Gs           | G      | V      | N      | P      | Gf     | Gs     | DR  |
| ------------------- | ----- | ------- | ------- | ------- | ------- | ------- | ------- | ------------ | ------------ | ------------ | ------------ | ------------ | ------------ | ------ | ------ | ------ | ------ | ------ | ------ | --- |
| Serie A             | 45    | 11      | 10      | 0       | 1       | 42      | 16      | 11           | 4            | 3            | 4            | 22           | 18           | 22     | 14     | 3      | 5      | 64     | 34     | +30 |
| Coppa Italia        | -     | 2       | 2       | 0       | 0       | 12      | 1       | 3            | 2            | 1            | 0            | 14           | 2            | 5      | 4      | 1      | 0      | 26     | 3      | +23 |
| Supercoppa italiana | -     | -       | -       | -       | -       | -       | -       | -            | -            | -            | -            | -            | -            | 1      | 0      | 0      | 1      | 0      | 2      | -2  |
| Champions League    | -     | 1       | 0       | 1       | 0       | 1       | 1       | 1            | 0            | 0            | 1            | 1            | 3            | 2      | 0      | 1      | 1      | 2      | 4      | -2  |
| Totale              | -     | 14      | 12      | 1       | 1       | 55      | 18      | 15           | 6            | 4            | 5            | 37           | 23           | 30     | 18     | 5      | 7      | 92     | 43     | +49 |

### Andamento in campionato
| Giornata  | 1 | 2 | 3 | 4 | 5 | 6 | 7 | 8 | 9 | 10 | 11 | 12 | 13 | 14 | 15 | 16 | 17 | 18 | 19 | 20 | 21 | 22 |
| --------- | - | - | - | - | - | - | - | - | - | -- | -- | -- | -- | -- | -- | -- | -- | -- | -- | -- | -- | -- |
| Luogo     | T | C | T | C | C | T | C | T | C | T  | C  | C  | T  | C  | T  | T  | C  | T  | C  | T  | C  | T  |
| Risultato | V | V | P | V | V | V | V | V | V | P  | V  | V  | N  | P  | N  | N  | V  | V  | V  | P  | V  | V  |
| Posizione | 1 | 3 | 7 | 3 | 3 | 2 | 2 | 3 | 2 | 3  | 3  | 3  | 3  | 3  | 3  | 4  | 4  | 4  | 3  | 4  | 3  | 3  |

Legenda:

Luogo: C = Casa; T = Trasferta. Risultato: V = Vittoria; N = Pareggio; P = Sconfitta.

### Statistiche delle giocatrici
| Giocatore      | Serie A  | Serie A | Serie A     | Serie A    | Coppa Italia | Coppa Italia | Coppa Italia | Coppa Italia | Supercoppa italiana | Supercoppa italiana | Supercoppa italiana | Supercoppa italiana | Champions League | Champions League | Champions League | Champions League | Totale   | Totale | Totale      | Totale     |
| Giocatore      | Presenze | Reti    | Ammonizioni | Espulsioni | Presenze     | Reti         | Ammonizioni  | Espulsioni   | Presenze            | Reti                | Ammonizioni         | Espulsioni          | Presenze         | Reti             | Ammonizioni      | Espulsioni       | Presenze | Reti   | Ammonizioni | Espulsioni |
| -------------- | -------- | ------- | ----------- | ---------- | ------------ | ------------ | ------------ | ------------ | ------------------- | ------------------- | ------------------- | ------------------- | ---------------- | ---------------- | ---------------- | ---------------- | -------- | ------ | ----------- | ---------- |
| C. Ambrosi     | 13       | 2       | 0           | 0          | 2            | 0            | 0            | 0            | -                   | -                   | -                   | -                   | -                | -                | -                | -                | 15       | 2      | 0           | 0          |
| L. Boattin     | 19       | 5       | 2           | 0          | 5            | 4            | 0            | 0            | 0                   | 0                   | 0                   | 0                   | 1                | 0                | 0                | 0                | 25       | 9      | 2           | 0          |
| D. Bruinenberg | 5        | 1       | 0           | 0          | 2            | 2            | 0            | 0            | 1                   | 0                   | 0                   | 0                   | 2                | 0                | 0                | 0                | 10       | 3      | 0           | 0          |
| M. Carro       | 8        | 0       | 1           | 0          | 2            | 3            | 0            | 0            | 1                   | 0                   | 0                   | 0                   | 2                | 0                | 0                | 0                | 13       | 3      | 1           | 0          |
| F. Di Criscio  | 20       | 2       | 6           | 1          | 3            | 0            | 0            | 0            | 1                   | 0                   | 0                   | 0                   | 2                | 0                | 1                | 0                | 26       | 2      | 7           | 1          |
| K. Dolstra     | 5        | 0       | 2           | 0          | -            | -            | -            | -            | 1                   | 0                   | 0                   | 0                   | 2                | 0                | 1                | 0                | 8        | 0      | 3           | 0          |
| L. Fenzi       | 1        | 0       | 0           | 0          | -            | -            | -            | -            | -                   | -                   | -                   | -                   | -                | -                | -                | -                | 1        | 0      | 0           | 0          |
| C. Forcinella  | 1        | -3      | 0           | 0          | -            | -            | -            | -            | -                   | -                   | -                   | -                   | -                | -                | -                | -                | 1        | -3     | 0           | 0          |
| M. Gabbiadini  | 22       | 15      | 0           | 0          | 5            | 9            | 0            | 0            | 0                   | 0                   | 0                   | 0                   | 2                | 2                | 0                | 0                | 29       | 26     | 0           | 0          |
| A. Galli       | 22       | 2       | 1           | 0          | 5            | 0            | 0            | 0            | 1                   | 0                   | 0                   | 0                   | 2                | 0                | 0                | 0                | 30       | 2      | 1           | 0          |
| M. Giugliano   | 21       | 15      | 1           | 0          | 3            | 2            | 1            | 0            | 1                   | 0                   | 0                   | 0                   | 1                | 0                | 0                | 0                | 26       | 17     | 2           | 0          |
| I. Goula       | -        | -       | -           | -          | -            | -            | -            | -            | -                   | -                   | -                   | -                   | -                | -                | -                | -                | -        | -      | -           | -          |
| S. Kongoulī    | 6        | 1       | 0           | 0          | 2            | 0            | 0            | 0            | 0                   | 0                   | 0                   | 0                   | -                | -                | -                | -                | 8        | 1      | 0           | 0          |
| S. Meneghini   | 7        | 0       | 0           | 0          | 2            | 0            | 0            | 0            | -                   | -                   | -                   | -                   | 0                | 0                | 0                | 0                | 9        | 0      | 0           | 0          |
| S. Mero        | -        | -       | -           | -          | 1            | 0            | 0            | 0            | -                   | -                   | -                   | -                   | -                | -                | -                | -                | 1        | 0      | 0           | 0          |
| E. Nichele     | 17       | 2       | 1           | 0          | 5            | 0            | 0            | 0            | 0                   | 0                   | 0                   | 0                   | 2                | 0                | 0                | 0                | 24       | 2      | 1           | 0          |
| S. Osetta      | 6        | 1       | 0           | 0          | 2            | 0            | 0            | 0            | 1                   | 0                   | 0                   | 0                   | -                | -                | -                | -                | 9        | 1      | 0           | 0          |
| V. Pasini      | 12       | 2       | 0           | 0          | 1            | 0            | 0            | 0            | 1                   | 0                   | 0                   | 0                   | 2                | 0                | 0                | 0                | 16       | 2      | 0           | 0          |
| C. Pavana      | 10       | 0       | 1           | 0          | 3            | 0            | 0            | 0            | -                   | -                   | -                   | -                   | 0                | 0                | 0                | 0                | 13       | 0      | 1           | 0          |
| M. Piemonte    | 19       | 11      | 0           | 0          | 4            | 2            | 0            | 0            | 1                   | 0                   | 0                   | 0                   | 2                | 0                | 0                | 0                | 26       | 13     | 0           | 0          |
| C. Poli        | 7        | 0       | 0           | 0          | 1            | 0            | 0            | 0            | -                   | -                   | -                   | -                   | -                | -                | -                | -                | 8        | 0      | 0           | 0          |
| A. Preuß       | 1        | -1      | 0           | 0          | 1            | 0            | 0            | 0            | 0                   | 0                   | 0                   | 0                   | 0                | 0                | 0                | 0                | 2        | -1     | 0           | 0          |
| M. Rodella     | 22       | 1       | 0           | 0          | 5            | 0            | 1            | 0            | 1                   | 0                   | 0                   | 0                   | 2                | 0                | 0                | 0                | 30       | 1      | 1           | 0          |
| S. Salvaro     | 1        | 0       | 0           | 0          | -            | -            | -            | -            | -                   | -                   | -                   | -                   | -                | -                | -                | -                | 1        | 0      | 0           | 0          |
| A. Soffia      | 18       | 1       | 4           | 0          | 4            | 2            | 0            | 0            | 1                   | 0                   | 0                   | 0                   | 1                | 0                | 0                | 0                | 24       | 3      | 4           | 0          |
| G. Thalmann    | 20       | -29     | 1           | 0          | 4            | -3           | 0            | 0            | 1                   | -2                  | 0                   | 0                   | 2                | -4               | 0                | 0                | 27       | -38    | 1           | 0          |
| P. Williams    | 7        | 3       | 1           | 0          | 2            | 2            | 0            | 0            | 1                   | 0                   | 0                   | 0                   | 2                | 0                | 0                | 0                | 12       | 5      | 1           | 0          |